# Batalha de Tasos
A batalha de Tasos foi travada em outubro de 829 entre as frotas do Império Bizantino e o recém-fundado Emirado de Creta. Os árabes cretenses conseguiram uma importante vitória: Teófanes Continuado registra que quase a frota imperial inteira foi perdida. Esse sucesso abriu o mar Egeu para os raides sarracenos. As Cíclades e outras ilhas foram pilhadas, e monte Atos foi tão devastado que permaneceu deserto por algum tempo.